# Monotaxis occidentalis
Monotaxis occidentalis är en törelväxtart som beskrevs av Stephan Ladislaus Endlicher. Monotaxis occidentalis ingår i släktet Monotaxis och familjen törelväxter. Inga underarter finns listade i Catalogue of Life.